# Michael Storer
Michael Storer (Perth, 28 februari 1997) is een Australisch wielrenner die sinds 2024 rijdt voor Tudor Pro Cycling Team.

## Carrière

### Junioren
In 2013 werd Storer nationaal kampioen tijdrijden bij de nieuwelingen door het veertien kilometer lange parcours rond Wagga Wagga sneller af te leggen dan Samuel Jenner en Rohan Wight. Een jaar later, in 2014, won Storer het Oceanisch juniorenkampioenschap tijdrijden, voor Daniel Fitter en wederom Wight. Twee dagen later werd hij vijfde in de wegrit. In september van dat jaar nam Storer deel aan de wereldkampioenschappen op de weg, waar hij brons pakte in de tijdrit en op plek 27 eindigde in de wegrit.
In 2015 werd Storer wederom Oceanisch kampioen tijdrijden en vijfde in de wegrit. In juli werd hij ook nationaal kampioen tijdrijden, waarna hij in augustus een etappe won in Luik-La Gleize. Zijn prestatie op de wereldkampioenschappen van een jaar eerder kon hij niet evenaren: in de wegrit werd hij zestiende, maar in de tijdrit moest hij genoegen nemen met de dertiende plaats.

### Beloften
Het seizoen 2016 begon voor Storer tijdens de nationale kampioenschappen voor beloften, waarin hij respectievelijk zesde en vijfde werd in de tijd- en wegrit. Op het Oceanisch beloftenkampioenschap tijdrijden won Storer de bronzen medaille, achter winnaar Alexander Morgan en Oscar Stevenson. Twee dagen later werd hij vierde in de wegrit die door eliterenners en beloften tegelijk werd verreden. Omdat de eerste drie finishers als eliterenner deelnamen won Storer de gouden medaille in de beloftencategorie. In augustus won hij de GP di Poggiana en werd hij tweede in de vijfde etappe van de Ronde van de Toekomst.
In januari 2017 werd Storer derde op het nationale kampioenschap tijdrijden voor beloften, achter Callum Scotson en Robert Stannard. Twee dagen later werd hij zevende in de wegwedstrijd, die werd gewonnen door Samuel Jenner. Later die maand maakte hij, namens een Australische selectie, zijn debuut in de World Tour: hij stond aan de start van de Tour Down Under. In de tweede etappe finishte hij als achtste, waardoor hij naar de achttiende plaats in het algemeen klassement steeg. Na zes etappes bezette hij de vijftiende plaats in het eindklassement en, veertien seconden achter Jhonatan Restrepo, de tweede plaats in het jongerenklassement. Met die eindklassering was hij de tweede renner van Team UniSA-Australia, dat het ploegenklassement won, in de eindrangschikking. Elf dagen na zijn vijfde plek in het eindklassement van de Herald Sun Tour werd bekend dat Storer een contract had getekend bij Mitchelton Scott, de opleidingsploeg van Orica-Scott. Zijn eerste wedstrijdkilometers voor zijn nieuwe ploeg maakte hij op het Oceanische kampioenschap tijdrijden voor beloften, waar hij op de vierde plaats eindigde. Twee dagen later nam hij deel aan de wegwedstrijd, waarin gestreden werd om zowel de titel bij de eliterenners als bij de beloften. Storer reed samen met ploeggenoten Jai Hindley en Lucas Hamilton naar de finish, waarna die laatste de overwinning kreeg toegeschoven. Echter, omdat zij zich als beloften hadden ingeschreven, ging de titel bij de eliterenners naar Sean Lake, die vierde werd. Hamilton won wel de beloftenwedstrijd, waarin Storer tweede werd. Later dat jaar won hij de Grote Prijs Industrie del Marmo en een etappe in de An Post Rás en werd hij onder meer derde in het eindklassement van de Ronde van de Aostavallei en negende in dat van de Ronde van de Toekomst.

### Profs
In 2018 werd Storer prof bij Team Sunweb, de ploeg waarvoor hij in 2021 twee etappezeges haalde in de Ronde van Spanje. Hier won hij de 7e en de 10e etappe, daarnaast schreef hij ook het bergklassement op zijn naam. In 2021 won Storer ook de derde etappe en het eind-, punten- en bergklassement in de Ronde van de Ain. Twee jaar later was hij wederom succesvol in de Ronde van de Ain. Dat jaar (2023) won hij eveneens de derde etappe en het eind- en puntenklassement. Dit was zijn eerste zege voor de Franse ploeg Groupama-FDJ waar hij sinds 2022 voor reed.

## Overwinningen
2013
 Australisch kampioen tijdrijden, Nieuwelingen
2014
 Oceanisch kampioen tijdrijden, Junioren
2015
 Oceanisch kampioen tijdrijden, Junioren
 Australisch kampioen op de weg, Junioren
3e etappe Luik-La Gleize
2016
 Oceanisch kampioen op de weg, Beloften
GP di Poggiana
2017
Grote Prijs Industrie del Marmo
4e etappe An Post Rás
2021
3e etappe Ronde van de Ain
Eind-, punten- en bergklassement Ronde van de Ain
7e en 10e etappe Ronde van Spanje
Bergklassement Ronde van Spanje
2023
3e etappe Ronde van de Ain
Eind- en puntenklassement Ronde van de Ain
2025
7e etappe Parijs-Nice
2e etappe Ronde van de Alpen
Eindklassement Ronde van de Alpen

## Resultaten in voornaamste wedstrijden
| Jaar | Ronde van Italië | Ronde van Frankrijk | Ronde van Spanje |
| ---- | ---------------- | ------------------- | ---------------- |
| 2018 |                  |                     | 117e             |
| 2019 |                  |                     | 99e              |
| 2020 |                  |                     | 40e              |
| 2021 | 31e              |                     | 40e (2)          |
| 2022 |                  | 35e                 |                  |
| 2023 |                  |                     | 45e              |
| 2024 | 10e              |                     |                  |
| 2025 | 10e              | 42e                 |                  |

| Jaar | Luik-Bast.‑Luik | Ronde van Lombardije | Waalse Pijl | Clásica San Sebastián |  | WK op de weg |  | Wereldranglijsten |
| ---- | --------------- | -------------------- | ----------- | --------------------- |  | ------------ |  | ----------------- |
| 2018 |                 | 74e                  |             |                       |  |              |  | 319e (UWT)        |
| 2019 |                 | 45e                  |             |                       |  |              |  |                   |
| 2020 | 83e             |                      | 78e         |                       |  |              |  |                   |
| 2021 |                 | 25e                  |             |                       |  |              |  |                   |
| 2022 |                 | 27e                  |             | opgave                |  |              |  |                   |
| 2023 |                 |                      |             |                       |  |              |  |                   |
| 2024 |                 | 13e                  |             |                       |  | opgave       |  |                   |
| 2025 |                 |                      |             |                       |  |              |  |                   |

### Resultaten in kleinere rondes
| Jaar | Tour Down Under | Ronde van de Verenigde Arabische Emiraten | Parijs-Nice | Ronde van Catalonië | Ronde van het Baskenland | Ronde van Romandië | Ronde van Californië | Critérium du Dauphiné | Ronde van Zwitserland | Ronde van Polen |
| ---- | --------------- | ----------------------------------------- | ----------- | ------------------- | ------------------------ | ------------------ | -------------------- | --------------------- | --------------------- | --------------- |
| 2018 | 48e             |                                           |             | 73e                 | opgave                   | 77e                |                      |                       |                       | opgave          |
| 2019 | 28e             |                                           |             | opgave              | 68e                      | 55e                | 86e                  |                       |                       | 20e             |
| 2020 | 39e             |                                           |             |                     |                          |                    |                      |                       |                       |                 |
| 2021 |                 |                                           |             | 57e                 |                          |                    |                      |                       |                       |                 |
| 2022 |                 |                                           | opgave      | 52e                 |                          | opgave             |                      | 40e                   |                       |                 |
| 2023 | 40e             | 12e                                       |             | opgave              | 44e                      |                    |                      |                       | 17e                   |                 |
| 2024 | 20e             | 6e                                        | 35e         |                     |                          |                    |                      |                       |                       |                 |
| 2025 |                 | 15e                                       | 5e (1)      |                     |                          |                    |                      |                       |                       |                 |

## Ploegen
- 2017 –  Mitchelton Scott (van 17 mei tot 31 augustus)
- 2018 –  Team Sunweb
- 2019 –  Team Sunweb
- 2020 –  Team Sunweb
- 2021 –  Team DSM
- 2022 –  Groupama-FDJ
- 2023 –  Groupama-FDJ
- 2024 –  Tudor Pro Cycling Team
- 2025 –  Tudor Pro Cycling Team

Andersen · Arndt · Bauhaus · Curvers · ten Dam · Dumoulin   · Fröhlinger · Geschke · Haga · Hamilton · Hindley · Hofstede · Kämna · Kelderman · Matthews · Oomen · Stamsnijder · Storer · Teunissen · Theuns · Tusveld · Vervaeke · Walscheid
Arndt · Bakelants ·  Bol · Curvers · Dumoulin · Fröhlinger · Haga · Hamilton · Hindley · Hirschi · Kämna · Kanter · Kelderman · A. Kragh Andersen · S. Kragh Andersen · Matthews · Nieuwenhuis · Oomen · Pedersen · Power · Roche · Storer · Stork · Tusveld · Vervaeke · Walscheid · Eekhoff (stagiair) · Kooistra (stagiair) · Salmon (stagiair)
Arensman (vanaf 1 juli) · Arndt · Benoot · Bol · Dainese · Denz · Donovan · Eekhoff · Gall · Haga · Hamilton · Hindley · Hirschi · Kanter · Kelderman · A. Kragh Andersen · S. Kragh Andersen · Matthews · Nieuwenhuis · Oomen · Pedersen · Power · Roche · Salmon · Storer · Stork · Sütterlin · Tusveld · Van Wilder · Vermaerke (stagiair)
Arensman · Arndt · Bardet · Benoot · Bol · Brenner · Combaud · Dainese · Denz · Donovan · Eekhoff · Gall · Haga · Hamilton · Hindley · Kanter · A. Kragh Andersen · S. Kragh Andersen · Leknessund · Markl · Nieuwenhuis · Pedersen · Roche · Salmon · Storer · Stork · Sütterlin · Tusveld · Vermaerke · Van Wilder
Armirail · Askey · Badilatti · Davy · Démare · Duchesne · Gaudu · Geniets · Guarnieri · Konovalovas · Küng   · Ladagnous · Le Gac · Lienhard · Ludvigsson · Madouas · Molard · Pacher · Penhoët (vanaf 1/8) · Pinot · Reichenbach · Roux · Scotson · Sinkeldam · Stewart · Storer · Valter · van den Berg · Welten
Armirail · Askey · Davy · Démare (tot 31/7) · Gaudu · Geniets · Germani · Grégoire · Konovalovas · Küng · Ladagnous · Le Gac · Lienhard · Madouas · Martinez · Molard · Pacher · Paleni · Penhoët · Pinot · Pithie · Scotson · Stewart · Storer · Thompson · van den Berg · Watson · Welten
Bohli · Brenner · Brun · Charrin · Dainese · de Kleijn · J. Eriksson · L. Eriksson · Froidevaux · Heming · Kamp · Kelemen · Kluckers · Kolze Changizi · Krieger · Mayrhofer · Pellaud · Pluimers · Reichenbach · Rondel (vanaf 20/7) · Storer · Stork · Suter · Thalmann · Trentin · Voisard · Wilksch · Wirtgen · Zijlaard